# Miranje
Miranje – wieś w Chorwacji, w żupanii zadarskiej, w mieście Benkovac. W 2011 roku liczyła 303 mieszkańców.